# Nicetas de Remesiana
São Nicetas de Remesiana (ca. 335-414) foi um Bispo de Remesiana, atualmente Bela Palanka, a qual se situa na Sérvia, pertencente ao distrito de Pirot.
São Nicetas foi também teólogo e compositor de versos litúrgicos, cujas atividades missionária e de escrita efetuaram a cristianização e cultivaram uma cultura latina entre os bárbaros no baixo vale do Danúbio.